# 马里昂 (南卡罗来纳州)
马里昂（英文：Marion），是美国南卡罗来纳州下属的一座城市。城市类型是“City”。其面积大约为2.35平方英里（6.1平方公里）。根据2010年美国人口普查，该市有人口6,939人，人口密度约为每平方 英里2,947.75人（约合每平方公里1138.17人）。